# Поклонный крест из деревни Хашезеро
Покло́нный крест из дере́вни Ха́шезеро — малая архитектурная форма культового назначения, деревянный поклонно-придорожный восьмиконечный крест под часовней-навесом, традиционный для Русского Севера. Изначально располагался в деревне Хашезеро. В 1974 году был перевезён на остров Кижи и включён в состав экспозиции музея-заповедника в секторе «Ямка». Объект культурного наследия регионального значения.

## Описание
Установлен у подножия Нарьиной горы на пересечении дорог в деревни Ямка, Васильево и «Пудожский сектор». В основании креста — рубленый «в лапу» трёхвенцовый сруб размером 2,47 × 2,47 м из окантованных брёвен, по углам которого поставлены столбы квадратного сечения с прямолинейно-геометрической порезкой. Резные столбы поддерживают двускатную крышу, крытую «красным» тёсом. Навес над поклонным крестом декорирован резными причелинами.
Крест украшен рельефной декоративной резьбой в виде орнаментированных розеток с традиционными для подобных крестов надписями: в вершине креста — «ѾОН», на верхней перекладине — «ЦРЬ» и «СЛВЫ», в центральной розетке — «крестъ хранител всѣѧ вселенеї крест», справа от центральной розетки — «месѣца ѡктѧбрѧ 7 днѧ 1812 года» (слева продублировано по византийскому календарю — «҂зтк҃а. лѣта»), по краям центральной перекладины — «ІС» и «ХС», на нижней перекладине — «НИ» и «КА». На центральной стойке изображены орудия страстей: копьё и трость, между которыми прослеживаются следы нескольких затёртых медальонов-розеток.
На кресте сохранились следы первоначальной полихромной краски.
Высота постройки — 3,7 м.

## История
По надписи на центральной перекладине сооружение креста датируют 1812 годом. Считается, что крест установлен в память о событиях Отечественной войны 1812 года.
В 1974 году крест был разобран и перевезён на остров Кижи. В 1975 году выполнена сборка и реставрация креста на новом месте.
В 2014 году был включён в ЕГРОКН как памятник архитектуры регионального значения.
Реставрационные работы также проводились в 1999 году (переборка сруба, реставрация кровли) и в 2015 году (устранение деформации сруба, ремонт кровли).